# Långtjärnen (Ljusdals socken, Hälsingland, 689076-150781)
Långtjärnen är en sjö i Ljusdals kommun i Hälsingland och ingår i Ljusnans huvudavrinningsområde.